# Lola Montez
Lola Montez, cujo verdadeiro nome era Eliza Rosanna Gilbert (Grange, 17 de fevereiro de 1821 – Nova Iorque, 17 de janeiro de 1861), foi uma bailarina e uma atriz nascida na Irlanda que se tornou célebre como bailarina exótica, cortesã e amante de Luís I da Baviera, que a fez Condessa de Landsfeld. Entre outras, foi retratada por Stieler, e exposta na galeria da beleza.

## Juventude
Como em outros aspectos da sua vida, publicaram-se dados diferentes sobre o seu nascimento. Nasceu em Grange, Condado de Sligo, em 1818, embora a Encyclopædia Britannica afirme incorrectamente que nasceu em Limerick, e foi batizada na igreja de São Pedro em Liverpool em 16 de fevereiro de 1823.
Os seus pais eram Edward Gilbert, militar britânico e Eliza Oliver, de apenas 15 anos de idade. Em 1823 a família mudou-se para a Índia, onde tinha sido colocado o regimento do seu pai. Pouco depois da sua chegada o seu pai morre de cólera. A mãe voltou a casar com outro oficial chamado Craigie e enviam Eliza de volta à Escócia para viver com alguos familiares do seu padrasto.
Em 1837, aos 16 anos, Eliza fugiu com o tenente Thomas James. O casal separou-se cinco anos depois e ela tornou-se dançarina exótica sob o nome de Lola Montez. Sua estreia em Londres como « Lola Montez, a dançarina espanhola » em junho de 1843 foi perturbada quando reconhecida como a mulher de Thomas James. Tal notoriedade não estragou a sua carreira e tornou-se imediatamente conhecida pela sua « tarentelle » e pela sua expressão: « O que Lola quer, Lola consegue » (Whatever Lola wants, Lola gets). Nesta altura tornou-se cortesã.

## Vida de cortesã
É no final da adolescência que Lola toma consciência dos proveitos financeiros que pode arranjar como cortesã tornando-se amante de homens ricos e poderosos. Entre os seus amantes e benfeitores, encontram-se Franz Liszt e Alexandre Dumas, filho. É Liszt que a introduz no círculo de George Sand, um dos grupos intelectuais mais sofisticados e avançados na sociedade europeia.
No decurso de uma viagem em 1846 a Munique Luís I da Baviera nota-a e torna-se rapidamente sua amante. Começa a exercer a sua influência junto do rei, o que a torna impopular para os locais, em particular depois dos documentos tornados públicos que mostravam que ela esperava tornar-se cidadã bávara e entrar para a nobreza. Apesar da oposição, Luís fá-la condessa de Landsfeld em 25 de agosto de 1847, no dia do seu aniversário. Pensa-se que tal contribuiu bastante para a desgraça do rei da Baviera. Em 1848, sob a pressão do movimento revolucionário, Luís abdicou e Lola fugiu para os Estados Unidos da América colocando um fim na sua carreira de cortesã.

## Dançarina e atriz
De 1851 a 1853, tornou-se dançarina e actriz no leste dos Estados Unidos, e depois foi morar em San Francisco em maio de 1853. Casa com Patrick Hull em julho e instala-se em Grass Valley, Califórnia no mês seguinte. No meio da década de 1850, o seu casamento resvala. Lola vai para a Austrália (Victoria), fazendo fortuna a divertir os mineiros na corrida do ouro dessa altura.
Em 1855, experimenta a dança erótica da aranha (Spider Dance) no Teatro Real de Melbourne, levantando as pernas tão alto que a assistência podia constatar que ela não tinha nenhuma roupa por baixo. No dia seguinte o jornal 'Argus criticava a sua exibição «subversiva para a moral pública». Os notáveis cessaram a frequência ao teatro, que teve enormes perdas. Passou então quatro anos no estado de Victoria. Em Castlemaine, em abril de 1856, é assobiada depois da dança da aranha perante 400 mineiros e membros do conselho municipal mas revolta-se e responde aos espectadores insultando-os.
Parte depois para Nova Iorque.
Em 30 de junho de 1860, é vítima de um acidente vascular cerebral e fica parcialmente paralisada durante algum tempo. No meio de dezembro está restabelecida, e pode voltar a andar. Vê-se na miséria e aproxima-se de Deus, passando dias junto de um sacerdote.
Apanha uma pneumonia antes de morrer poucos dias antes de fazer 40 anos. Está sepultada no Green-Wood Cemetery, em Nova Iorque.